# Around the World (canción de Red Hot Chili Peppers)
«Around the World» es el segundo sencillo del disco Californication, lanzado por los Red Hot Chili Peppers en el año 1999. Tiene un estilo de rap funk, aunque los estribillos sean menos enérgicos. Es notable la batería y el bajo, que marcan el ritmo durante toda la canción.

## Lista de canciones

### Video musical
El video fue dirigido por Stéphane Sednaoui, quien también dirigió muchos otros videos de la banda, tales como "Breaking The Girl", "Scar Tissue" o "Give It Away". Tiene cosas similares al video de R.E.M. Lotus, también dirigido por Sednaoui.
- Around The World Single CD1

1. «Around the World» (Álbum Versión) – 3:58
2. «Parallel Universe» (Demo) – 5:33
3. «Teatro Jam» – 3:06

- Around The World Single CD2

1. «Around the World» (Álbum Versión) – 3:59
2. «Me & My Friends» (Live) – 3:08
3. «Yertle Trilogy» (Live) – 7:10